# Joe Isaac
Joseph Warren Isaac, detto Joe (New York, 8 agosto 1943), è un ex cestista e allenatore di pallacanestro statunitense.

## Carriera
Isaac viene selezionato al quinto giro del Draft NBA 1965 con la 42ª scelta assoluta dai Cincinnati Royals.
Rinuncia però alla NBA e viene a giocare in Italia nella Pallacanestro Milano 1958 dove diventa capitano.
Torna nel 1982 in Italia come collaboratore alla Pallacanestro Varese che poi allena durante la sponsorizzazione DiVarese.
Nel 1994 torna negli USA come assicuratore e rientrerà in Italia nel 1999 dove collabora con la LIUC - Università Carlo Cattaneo Castellanza e dà una mano con gli americani che giungono a Varese, allenando anche alcune squadre giovanili della zona.
È padre di Francis Julius che ha collezionato sei panchine in Serie A con la Whirpool Varese.